# Corsia boridiensis
Corsia boridiensis ist eine blattgrünlose Pflanzenart aus der Familie der Corsiaceae. 

## Merkmale
Wie alle Arten der Gattung hat auch Corsia boridiensis die Photosynthese aufgegeben und bildet dementsprechend kein Chlorophyll mehr. Stattdessen lebt sie myko-heterotroph von einem Pilz.
Corsia boridiensis ist eine ausdauernde Pflanze, die nur zur Blütezeit oberirdisch wächst. Aus dem Rhizom sprießt dann ein bis zu 25 Zentimeter langer, zylindrischer Stängel. Das Blattwerk ist 10 bis 18 Millimeter lang, spitz und fünfnervig. Die Tragblätter sind den Laubblättern gleich.
Die aufrechten Einzelblüten sind endständig, ockerfarben, lila überhaucht und stehen an Blütenstielen, die 2,5 bis 3 Zentimeter lang, zylindrisch und fein gerieft sind. Von den sechs Blütenblättern (je drei Tepalen in zwei Blütenblattkreisen) sind fünf unregelmäßig schräg spießförmig, zur Spitze hin stumpf, rund 9 Millimeter lang und 2 Millimeter breit, drei- oder fünfnervig und glatt. 
Das oberste sechste, das sogenannte Labellum, ist herzförmig, an der Spitze abgerundet und stark vergrößert (rund 12 Millimeter lang und 10 Millimeter breit), sein Ansatz ist herzförmig. Von der Mittelrippe gehen sieben Seitenrippen zu jeder Seite ab. Der Kallus ist schildartig trapezförmig und hat zu jeder Seite einen schmalen Kamm, der am höchsten Punkt in den Schild übergeht 3 Millimeter lang und breit und fein papillös, über ihm findet sich eine fein papillöse, nur schwach sichtbare Verdickung. 
Am Ansatz ist das Labellum direkt mit dem rund 0,5 Millimeter langen Gynostemium verwachsen. Die freien Staubfäden sind 1,5 Millimeter, die Staubbeutel 1 Millimeter lang. Der Griffel ist scharlachrot und 1,5 bis 2 Millimeter, der Fruchtknoten wie die braune Kapselfrucht 15 bis 28 Millimeter lang.

## Verbreitungsgebiet
Corsia boridiensis ist in Neuguineas in Boridi auf 1430 bis 1520 m Höhe aufgesammelt worden.

## Systematik
Corsia boridiensis wurde 1972 von Pieter van Royen erstbeschrieben und steht insbesondere Corsia cyclopensis nahe. Sie wird wie diese in der Sektion Sessilis platziert, da das Labellum direkt mit dem Gynostemium verwachsen ist. 

## Nachweise
- Pieter van Royen: Sertulum Papuanum 17. Corsiaceae of New Guinea and surrounding areas. In: Webbia. 27: 223–255, 1972